# 孔克
孔克（法語：Conques，法語發音：[kɔ̃k]）是法国阿韦龙省的一个旧市镇，属于罗德兹区。2016年，孔克与邻近的3个市镇合并为新市镇鲁埃格地区孔克。

## 地理
孔克（44°35'58"N, 2°23'47"E）面积30.51 平方千米，位于法国奧克西塔尼大區阿韦龙省，该省份为法国南部内陆省份，位于法國中央高原南部，北起顺时针与康塔爾省、洛泽尔省、加尔省、埃罗省、塔恩省、塔恩-加龙省和洛特省接壤。
与孔克接壤的市镇（或旧市镇、城区）包括：大瓦布尔、诺阿亚克、杜尔杜河畔圣西普里安、塞内尔格。

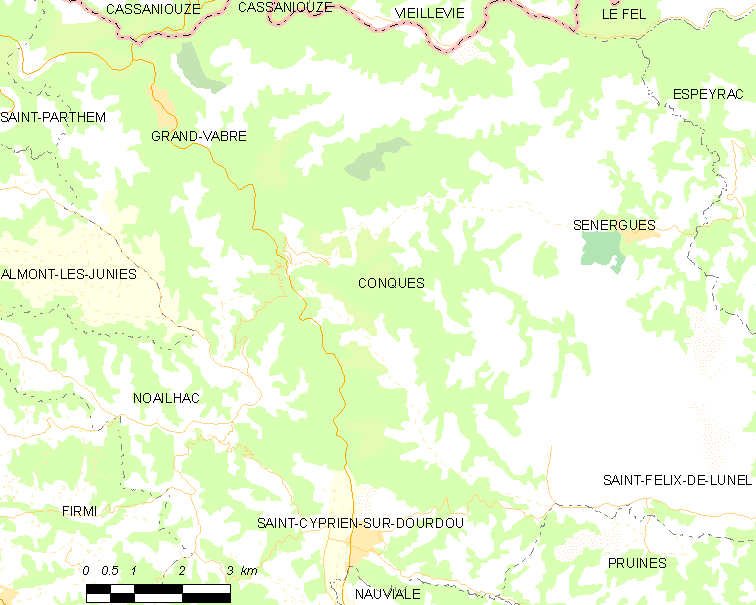
孔克的OSM定位图

孔克的时区为UTC+01:00、UTC+02:00（夏令时）。

## 行政
孔克的邮政编码为12320，INSEE市镇编码为12076。

## 政治
孔克所属的省级选区为洛特-杜尔杜县。

## 人口

1962-2008年间孔克人口变化图示

孔克于2018年1月1日时的人口数量为246人。